# Sinapsi química

Esquema dels principals elements de la neurona i la trasnmissió sinàptica.
1 Reticle endoplasmàtic rugós
2 Poliribosoma
3 Ribosoma
4 Aparell de Golgi
5 Nicli
6 Nuclèol
7 Memnrana
8 Microtúbul
9 Mitocondri
10 Reticle endoplasmàtic llis
11 Con axònic
12 Nucli (cèl·lula de Schwann)
13 Sinapsi (axó simàtic)
14 Sinapsi (axó dendrític)
15 Dendrita
16 Axó
17 Neurotransmissor
18 Receptor
19 Sinapsi
20 Microfilament
21 Baina de mielina
22 Nòdul de Ranvier
23 Terminal axonal
24 Vesícula axonal
25 Sinapsi (axó axó)
26 Distància sinàptica

Les sinapsis químiques són unions especialitzades a través de les quals es transmeten els senyals emesos per les neurones. Es troben tant en les neurones com en altres tipus de cèl·lules; n'hi ha en teixits com el muscular o en les glàndules.
El gran nombre de sinapsis permet a les neurones crear circuits de senyals dins el sistema nerviós central conjuntament amb els cossos cel·lulars, els axons i les dendrites. Per això, són crucials pels còmputs biològics que donen lloc a les percepcions i al pensament en general. En definitiva, són la clau del sistema nerviós central per a connectar i controlar tots els sistemes i les funcions del cos.
Però no fóra cert pensar en un sol tipus de sinapsi; la xarxa d'interconnexions depèn de sinapsis químiques i elèctriques, de propagació del potencial d'acció i de senyals en forma de canvis graduats del potencial a la superfície cel·lular de les membranes.
En una sinapsi química, una neurona emet un neurotransmissor a l'espai intracel·lular (sinapsi), que és l'estreta regió que separa la neurona de la cèl·lula adjacent. Resulta imprescindible que els neurotransmissors abandonin la sinapsi tan ràpidament com es pugui per tal que aquesta quedi lliure per tornar a transmetre'n.
Es calcula que el cervell humà conté entre 10¹⁴ i 1015 sinapsis. Cada mil·límetre cúbic del còrtex cerebral en conté aproximadament mil milions.
El mot sinapsi va ser creat a partir de la combinació dels termes grecs “syn-” (junts, units, unió) amb “haptein” (sostenir, subjectar, mantenir unit) pel neuròleg i professor universitari anglès Charles Scott Sherrington (1857-1952; Premi Nobel de Medicina o Fisiologia el 1932) i els seus companys de treball. Tot i així, la sinapsi química no és l'únic tipus de sinapsi biològica; també existeixen la sinapsi elèctrica i la sinapsi immunològica.

## Estructura

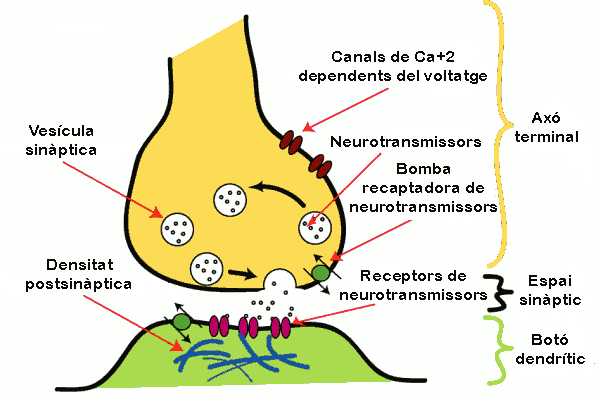
Esquema d'una sinapsi química entre un axó d'una neurona i la dendrita d'un altre. Les sinapsis són espais diminuts especialitzats entre les neurones. Els impulsos elèctrics que arriben a la terminal de l'axó desencadenen l'alliberament de missatgers químics (neurotransmissors), que es difonen a través de l'escletxa sinàptica fins a trobar els receptors de la dendrita adjacent. Quan s'uneixen, causen canvis en la cèl·lula receptora que desencadenen, de forma general, un altre impuls nerviós. Un cop el neurotransmissor s'allibera del lligam amb el receptor, és metabolitzat o és tornat a internalitzar en una neurona per ser reutilitzat.

Les sinapsis són connexions funcionals entre neurones o bé entre neurones i altres tipus de cèl·lules.
La informació passa per la sinapsi química des de la cèl·lula presinàptica fins a la cèl·lula postsinàptica. Per tant, és lògic concloure que les cèl·lules presenten asimetria tant estructuralment com funcional.
La terminal presinàptica (synaptic bouton) és una àrea especialitzada que es troba a l'axó de la cèl·lula presinàptica en la que es troben els neurotransmissors compresos en petites esferes recobertes de membrana anomenades vesícules sinàptiques. Aquestes vesícules estan acoblades a la membrana plasmàtica presinàptica en locus anomenats regions actives (en anglès Active zones o AZ).
A l'altra banda de la unió, per tant, s'hi troba la regió de la cèl·lula postsinàptica que conté receptors de neurotransmissors. Si es tracta d'una neurona, aquesta regió es troba a les dendrites o al cos cel·lular. Just darrere de la membrana plasmàtica postsinàptica s'hi troba un intricat complex de proteïnes intercomunicades anomenat regió de densitat postsinàptica (en anglès postsinaptic density). La seva funció és ancorar i transportar els receptors de neurotransmissors, així com modular la seva activitat. Els receptors i les PSDs sovint es troben en protrusions especialitzades que sobresurten de l'eix principal de la dendrita i s'anomenen espines dendrítiques (dendritic spines).
Entre les cèl·lules pre- i postsinàptiques hi ha una llacuna d'uns 20 nm d'amplada anomenada fenedura sinàptica (synaptic cleft), que se sosté gràcies a les proteïnes d'unió cel·lular que mantenen lleugerament distanciades però inseparables les membranes de les dues cèl·lules adjacents. L'ínfim volum d'aquest espai facilita els canvis bruscos en la concentració dels neurotransmissors.

## Senyalització

### Visió general
Resum de la seqüència d'esdeveniments de la transmissió sinàptica; des de la neurona presinàptica fins a la cèl·lula postsinàptica. Cal tenir en compte que, exceptuant l'últim punt, tot el procés pot arribar a tenir lloc en algunes dècimes de mil·lisegon.
1. El procés comença en el moment en què una ona d'excitació electromagnètica anomenada potencial d'acció viatja al llarg de la membrana de la cèl·lula presinàptica i arriba a la sinapsi.
2. Quan la despolarització elèctrica de la membrana arriba a la sinapsis, causa l'obertura de canals permeables a la circulació d'ions de calci.
3. Els ions de calci travessen la membrana plasmàtica presinàptica i penetren dins la cèl·lula presinàptica, de manera que la concentració de calci a l'interior augmenta ràpidament.
4. L'alta concentració d'ions calci activa una sèrie de proteïnes sensibles al calci, les quals es troben adossades a les vesícules que contenen els neurotransmissors químics.
5. La forma d'aquestes proteïnes canvia, fent que les membranes de les vesícules a les que estan unides es fusionin amb la membrana plasmàtica presinàptica, de manera que s'obrin i aboquin els neurotransmissors que contenien a l'escletxa sinàptica, l'estret espai entre les membranes de les cèl·lules emissora i receptora.
6. Els neurotransmissors es difonen per l'escletxa. Alguns s'escapen, però alguns altres s'uneixen als receptors químics de molècules que es troben a la membrana de la cèl·lula postsinàptica.
7. Quan un neurotransmissor s'uneix un receptor, aquest s'activa. Hi ha molts tipus d'activació, com s'explica més endavant. En qualsevol cas, però, aquest és el moment clau gràcies al qual el procés sinàptic afecta el comportament de la cèl·lula postsinàptica.
8. A causa d'aquesta agitació tèrmica, els neurotransmissors finalment s'alliberen i queden flotant a la deriva.
9. Finalment, el neurotransmissor pot ser reabsorbit per la cèl·lula presinàptica i empaquetat de nou en vesícules sinàptiques o bé pot ser degradat pel metabolisme cel·lular.

### Alliberament del neurotransmissor
L'alliberament d'un neurotransmissor ve provocat per l'arribada d'un impuls nerviós (o potencial d'acció) i es dona mitjançant un procés anormalment ràpid d'exocitosis (o secreció cel·lular). Per tant, en la terminal nerviosa presinàptica (synaptic bouton) les vesícules que contenen els neurotransmissors romanen a punt; ben amuntegades i ben a prop de la membrana presinàptica. L'arribada del potencial d'acció provoca una entrada d'ions de calci a través de canals de calci dependents de voltatge, concretament en el moment en què aquest potencial descendeix (tail current). Els ions de calci internalitzats provoquen una cascada bioquímica que té com a resultat la fusió de les vesícules a la membrana presinàptica i l'abocament del seu contingut a l'escletxa sinàptica. Aquesta resposta s'esdevé en menys de 180 µs des de l'entrada dels ions de calci. Les vesícules són conduïdes fins a la membrana i unides a ella gràcies a l'acció d'una sèrie de proteïnes pertanyents a la família de les proteïnes SNARE.
En el moment en què els ions de calci entren a la neurona presinàptica s'uneixen a les proteïnes de membrana de les vesícules sinàptiques. Aquestes proteïnes, induïdes per la unió als ions de calci, comencen a desplaçar-se, la qual cosa provoca la creació d'un por de fusió a través del que els neurotransmissors s'alliberen a la sinapsi.
La superfície que s'afegeix a la membrana plasmàtica degut a aquesta fusió sobtada és recuperada més tard mitjançant endocitosis i es reutilitza per a formar noves vesícules sinàptiques.

### Captació del receptor
Els receptors del cantó oposat de l'escletxa sinàptica lliguen els neurotransmissors i responen obrint els canals iònics de la membrana plasmàtica de la cèl·lula postsinàptica, creant un corrent de ions a través de la membrana que fa variar ràpidament el potencial de membrana local. Aquest canvi de voltatge s'anomena potencial postsinàptic. De manera general, es pot considerar que els corrents que despolaritzen la membrana són excitants, mentre que els que li incrementen la polarització són inhibidors. Aquest efecte sobre la polaritat ve definit pel o els tipus de conducte del canal iònic que el corrent postsinàptic activa, la qual cosa, de fet, depèn dels tipus de neurotransmissors i de receptors activats en la sinapsi.
Tot i així, no tots els neurotransmissors provoquen variacions en el flux de ions transmembranal en la cèl·lula postsinàptica; n'hi ha que tenen altres efectes sobre les propietats funcionals i estructurals de la cèl·lula i de la mateixa sinapsi, com la regulació de la transcripció genètica i la regulació de la plasticitat sinàptica.

### Finalització
Quan un neurotransmissor s'uneix al receptor pertinent en la membrana de la cèl·lula postsinàptica, aquest complex s'allibera del lligam de la membrana. Tard o d'hora, un canvi brusc en el medi, com una variació sobtada de temperatura, farà que les dues molècules se separin. Així, el neurotransmissor s'allibera, i pot ser digerit per la mateixa cèl·lula o bé empaquetat de nou en una vesícula presinàptica i reutilitzat. Tot i així, el nombre de neurotransmissors que participen activament en aquest cicle d'unió i alliberament del receptor disminueix constantment, ja que una part és reabsorbida per la cèl·lula presinàptica per després tornar a ser alliberada en una posterior alteració del potencial d'acció, però la resta de molècules són degradades per enzims específics. La durada d'aquest procés de recol·lecció i reordenament dels neurotransmissors varia força segons el tipus de sinapsi; en algunes pot arribar a esdevenir-se en tan sols poques dècimes de mil·lisegon, mentre que en altres pot arribar a tardar uns quants segons.
No obstant, també hi ha alguns tipus de neurotransmissors que passen a través de les membranes i influeixen directament i sense intermediaris les proteïnes diana de la cèl·lula determinada.

## Modulació de la transmissió sinàptica
Per tal d'ampliar el rang de la capacitat del sistema nerviós, la transmissió sinàptica no es dona sempre de la mateixa manera ni en la mateixa intensitat; per tant, hi ha diferents moduladors que en graduen l'activitat. Alguns d'aquests processos són la deslocalització, la plasticitat homosinàptica i la plasticitat heterosinàptica.

### Deslocalització
La deslocalització és un procés que afecta els receptors postsinàptics; mitjançant llur fosforilació, indueix a una disminució de la seva resposta a l'estímul del neurotransmissor corresponent. Per tant, fa disminuir la intensitat de la sinapsi, ja que alenteix la cadena de successió dels potencials d'acció. Aquest fenomen demostra que l'activitat del procés sinàptic depèn de la freqüència del potencial d'acció al llarg del circuit. Això permet al sistema nerviós adaptar el senyal transmès a l'estímul rebut, fent així més específica i precisa la resposta.

### Plasticitat homosinàptica
La variació de la plasticitat d'una sinapsi afecta directament en la intensitat del senyal transmès entre dues cèl·lules concretes, i ve donada per diferents factors que modifiquen les condicions electroquímiques de la sinapsi. Un exemple seria el mecanisme autocrí, en el que s'esdevenen canvis en la concentració de calci de la cèl·lula presinàptica deguts a l'activació de receptors de la seva membrana. Els efectes de la plasticitat homosinàptica també són diversos. Pot, per exemple, fer variar el nombre i el grau d'empaquetament de les vesícules o modificar la relació entre el calci i l'alliberament de la vesícula mitjançant inhibidors competitius. A més, també pot afectar el pol postsinàptic fent incrementar o disminuir la intensitat del senyal transmès.
Trobem un exemple en les neurones del sistema nerviós simpàtic, que alliberen noradrenalina, la qual, a més d'afectar els receptors postsinàptics, afecten també als receptors presinàptics α2-adrenergic, que inhibeixen posteriors excrecions de noradrenalina. Aquest efecte s'utilitza, per exemple, amb la clonidina per produir efectes inhibidors dels sistema nerviós simpàtic.

### Plasticitat heterosinàptica
En alguns casos, la variació de la intensitat sinàptica també pot tenir efectes sobre l'activitat d'altres neurones. De nou, pot variar el nombre i el grau d'empaquetament de les vesícules o modificar la relació entre el calci i l'alliberament de la vesícula. A més, però, pot afectar directament al flux d'entrada de calci i, per altra banda, també pot alterar la sensibilitat dels receptors de la cèl·lula postsinàptica.
Altra vegada trobem un exemple en les neurones del sistema nerviós simpàtic, les quals secreten noradrenalina que, a més, genera efectes inhibidors a les terminals presinàptiques de les neurones.

## Efectes de les drogues
Un dels aspectes més importants de la sinapsi química és que són el punt d'acció de la majoria de drogues psicoactives. Alguns exemples, entre moltes altres substàncies, serien el curare, l'estricnina, la cocaïna, la morfina, l'alcohol o l'LSD (dietilamida d'àcid lisèrgic). Tenen diferents efectes sobre la sinapsi, però sovint només afecten a aquelles en les que hi intervé un neurotransmissor determinat. Per exemple; el curare és un verí que atura la funció de l'acetilcolina, que consisteix a despolaritzar la membrana postsinàptica, aturant la transmissió i provocant, així, una paràlisi. L'estricnina, per altra banda, bloqueja els efectes inhibidors de la glicina com a neurotransmissor. Això fa que el cos s'exciti i el sistema nerviós reaccioni davant d'estímuls més dèbils (normalment ignorats), la qual cosa provoca contraccions musculars incontrolables i aparentment sense sentit. En canvi, la morfina actua en les sinapsis que tenen neurotransmissors anomenats endorfines, i l'alcohol incrementa els efectes inhibidors del neurotransmissor GABA. L'LSD, per la seva banda, interfereix en les sinapsis que utilitzen el neurotransmissor anomenat serotonina, la qual cosa produeix al·lucinacions, i la cocaïna bloqueja l'eliminació de la dopamina i, per tant, produeix un increment dels seus efectes.

## Integració dels estímuls sinàptics
En general, si l'excitació sinàptica és intensa, un potencial d'acció en la neurona presinàptica en dispara un altre a la cèl·lula postsinàptica, mentre que, en una sinapsi dèbil, el potencial d'excitació postsinàptic (“EPSP”; excitatory postsynaptic potential) no assolirà el llindar d'iniciació del potencial d'acció. No obstant, en el cervell cada neurona crea sinapsis amb moltes altres i, per tant, rep molts estímuls sinàptics. Quan s'activen simultàniament els potencials d'acció en diverses neurones que estan unides sinàpticament amb una sola cèl·lula, es dona el fenomen del sumatori; és a dir, els senyals es contraresten i, per molt que individualment siguin febles, emeten l'impuls resultant. Per altra banda, una neurona presinàptica que emeti un neurotransmissor inhibidor com el GABA pot causar un potencial postsinàptic d'inhibició a la cèl·lula postsinàptica, fent així disminuir el seu nivell d'excitació i, per tant, apaivagant també la capacitat de la neurona de disparar un potencial d'acció. En aquest sentit, el senyal emès per la neurona depèn del senyal rebut des del conjunt de totes les seves terminals postsinàptiques, cada una de les quals té un grau d'influència diferent determinat per la intensitat del senyal sinàptic. El científic John Carew Eccles va realitzar uns dels primers experiments importants sobre la integració sinàptica. Per això, va rebre el Premi Nobel de Fisiologia o Medicina el 1963. Paradoxalment, per altra banda, sembla que les complexes relacions de recepció-emissió que constitueixen els còmputs basats en transistors en els ordinadors tinguin algunes similituds amb els circuits neuronals.

## Intensitat sinàptica
La intensitat del senyal sinàptic ve definida per la diferència de potencial banda i banda de la membrana en el moment en què els receptors han unit neurotransmissors i, per tant, s'han activat, produint un canvi de voltatge transmembranal anomenat potencial postsinàptic. Aquesta variació, però, no depèn de res més que del transport iònic a través dels canals de la cèl·lula postsinàptica, que s'obren a conseqüència de l'acció dels receptors de neurotransmissors activats. Els canvis en la intensitat sinàptica poden ser a curt termini i sense canvis estructurals permanents en les neurones; o bé poden ser a llarg termini (amb duracions de segons o algun minut). En aquest cas, s'anomenen canvis de potenciació a llarg termini (LTP; long-term potentiation). Són repetitius o continus, i poden provocar que uns missatgers secundaris iniciïn la síntesi de proteïnes específiques que, en definitiva, alterin l'estructura de la mateixa sinapsi. Es creu que l'aprenentatge i la memòria són resultat de canvis de potenciació a llarg termini de la intensitat sinàptica, els quals serien induïts mitjançant un mecanisme anomenat plasticitat sinàptica.

## Volum de la transmissió
Quan els neurotransmissors són alliberats a la sinapsi, assoleixen el nivell màxim de concentració en l'estreta escletxa sinàptica, tot i que alguns s'escapen, i han de ser reabsorbits o degradats. No obstant, si el neurotransmissor surt de la l'escletxa sinàptica sense entrar a la cèl·lula postsinàptica, té potencial per activar receptors d'altres sinapsis (si per casualitat hi entra) i, fins i tot, receptors que estiguin situats a la mateixa membrana postsinàptica però fora de l'escletxa. Aquesta activitat que es pot donar fora de la sinapsi s'anomena transmissió per volum. Està científicament establert que aquest fenomen s'esdevé amb certa periodicitat, però la seva importància funcional ha estat des de sempre un debat controvertit.
Estudis recents indiquen que aquesta transmissió podria resultar ser el mètode d'interacció predominant per algun tipus especial de neurones. En el còrtex cerebral dels mamífers, per exemple, les cèl·lules de la glia poden inhibir l'activitat de les neurones que les rodegen alliberant el neurotransmissor GABA a l'espai extracel·lular. Aproximadament, el 78% d'aquestes neurones no duen a terme el procés sinàptic “típic”. Sembla que aquest és el primer exemple clar de neurones comunicant-se químicament sense la presència de la sinapsi.

## Relació amb la sinapsi elèctrica
Una sinapsi elèctrica és un enllaç mecànic conductor de l'electricitat format entre dues neurones. S'anomena unió gap, o gap junction, i s'ha d'entendre com un canal estret i especialitzat entre dues neurones, ja que no és més que una connexió citoplasmàtica (és a dir, directa) a través de la qual passen ions d'un citoplasma a l'altre. Aparentment no es troba en un lloc específic (com és el cas de les terminacions dels axons en les sinapsis químiques) i la separació entre les cèl·lules no supera els 3,5 nm (en la sinapsi química, l'escletxa sol mesurar entre 20 i 30 nm). A més, el potencial postsinàptic en les sinapsis elèctriques no és causat per l'obertura de canals iònics ni hi actuen transmissors químics; és simplement un punt de conducció elèctrica entre les dues neurones. Per tant, resulta ser un procés molt més ràpid i més segur que les sinapsis químiques. Aquesta unió es troba per tot el cervell, tot i que amb menor freqüència que la sinapsi química.